# 聖佩德羅河 (智利)

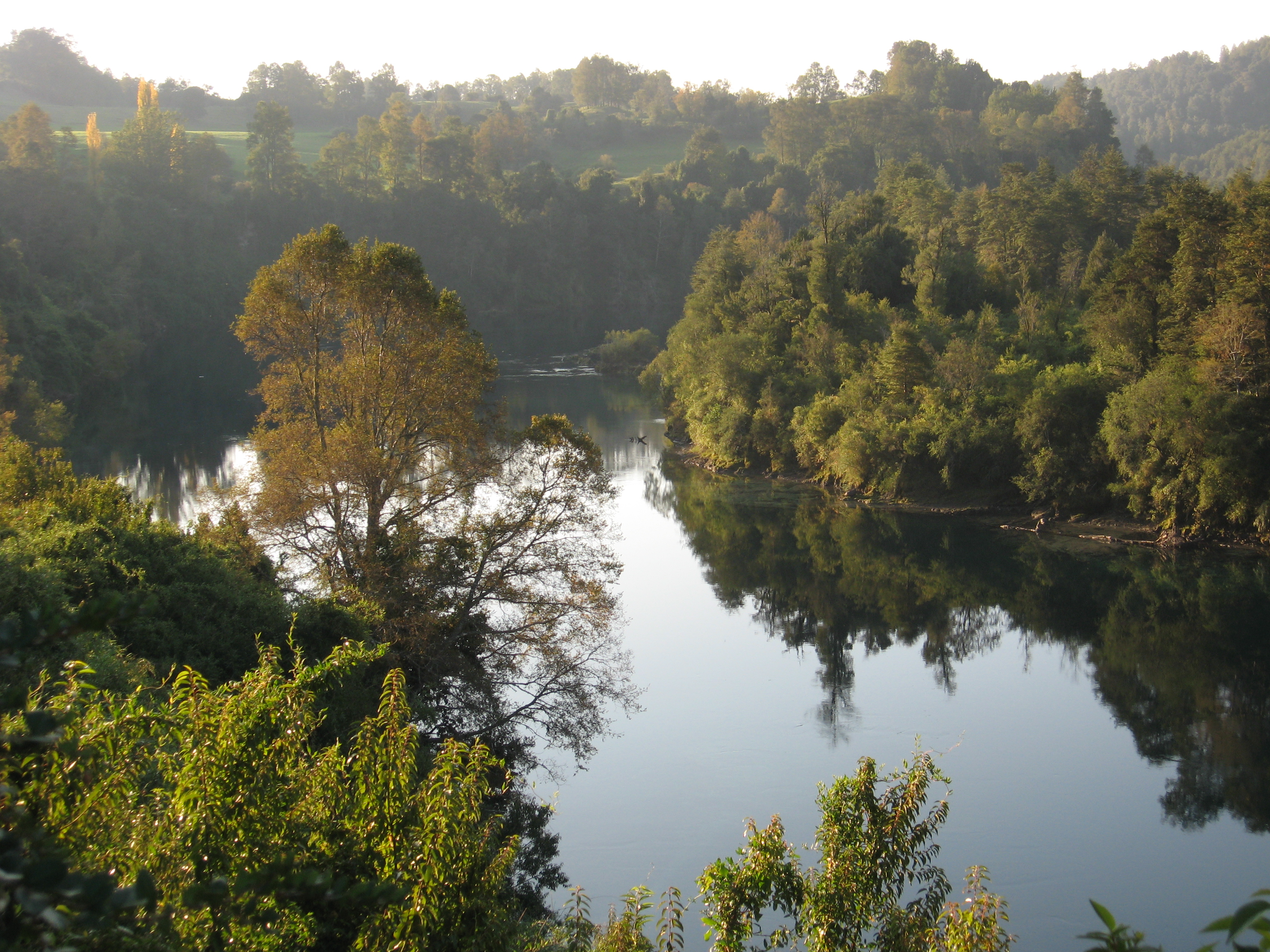
聖佩德羅河

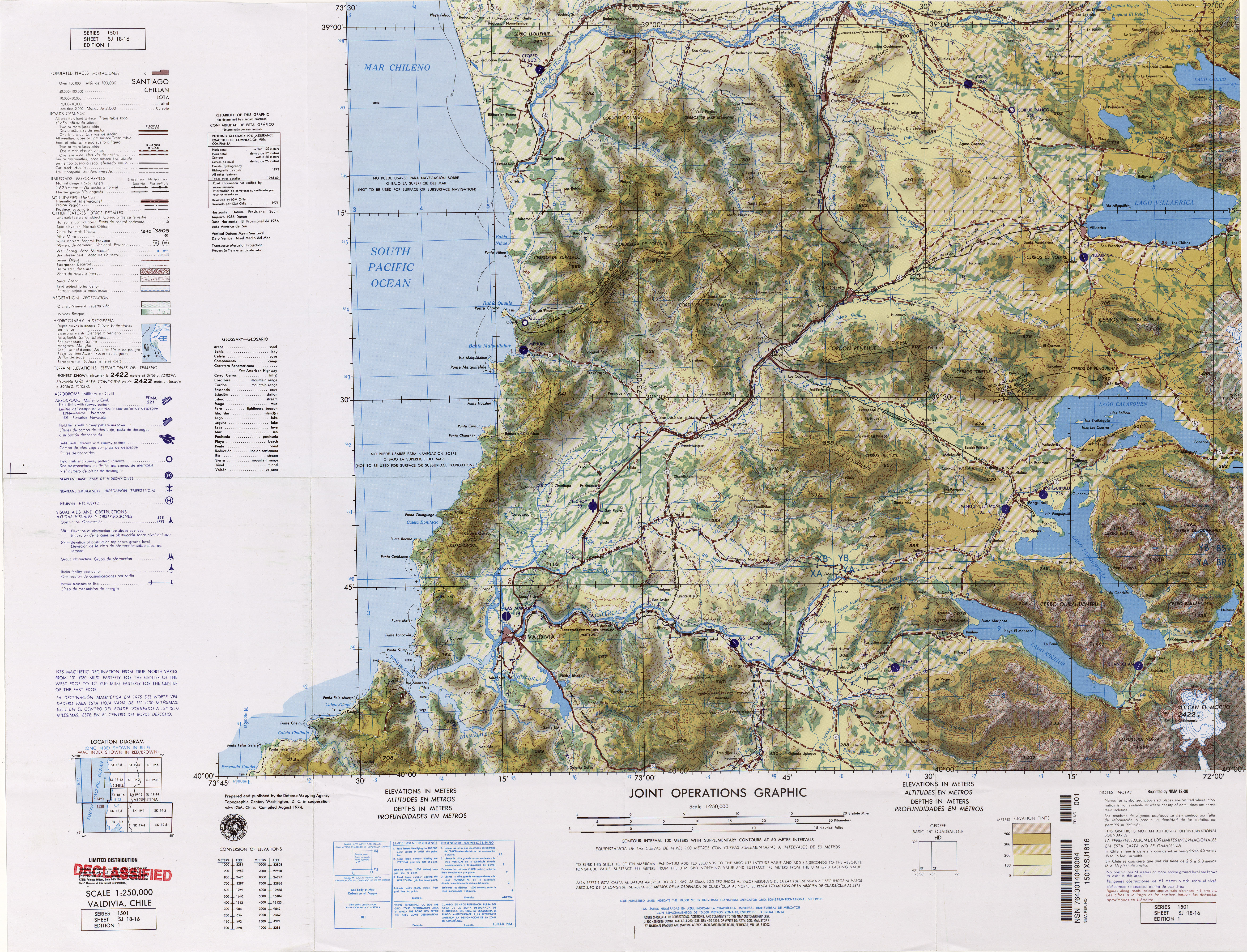
聖佩德羅河地圖

聖佩德羅河（西班牙語：Río San Pedro）是智利的河流，位於該國南部，由瓦爾迪維亞省負責管轄，河道全長約77公里，集水區面積4,400平方公里，發源自里尼韋湖，最終注入卡耶-卡耶河。